# Куклін Володимир Михайлович
Володимир Михайлович Куклін – радянський та український фізик, доктор фізико-математичних наук, професор, з 2005 року – завідувач кафедри штучного інтелекту Харківського національного університету імені В. Н. Каразіна.

## Біографія
Народився у м. Чернівці 25 вересня 1948 року. Батько - Куклін Михайло Сергійович військовий лікар, рід. у м. Москва, 20 вересня 1914 р. Мати - Кукліна (Третьякова) Віра Леонідівна нар. у м. Харків 22 серпня 1925 р. Брат-Сергій Михайлович Куклін 1953 р.н.- фінансовий менеджер, Дружина-Куклина Надія Олександрівна 1954 −2015 — заслужений юрист України, дочка — Кукліна Оксана Володимирівна 1977 р. нар. PhD.
Шкільні роки провів у Західній Україні та Польщі, закінчував навчання у м. Харкові. Випускник 27 фізико-математичної школи м. Харкова 1966 року. Закінчив на відзнаку фізико-технічний факультет Харківського державного університету ім. А. М. Горького (нині – Харківський національний університет ім. В. Н. Каразіна).
З 1972 по 1988 рік науковий співробітник цього університету, де захистив кандидатську та докторську дисертацію з теоретичної фізики. З 1992 року – професор кафедри матеріалів реакторобудування.
Брав активну участь у створенні у ХНУ ім. В. Н. Каразіна факультету комп'ютерних наук. З моменту організації факультету виконуючий обов'язки завідувача, а з 2005 року – завідувач кафедри штучного інтелекту.

## Діяльність у сфері фізики
Автор трьох монографій, дев'яти оглядів та 170 наукових праць. Результати досліджень у галузі плазмової електроніки представлені у монографії [1] опублікованій спільно з керівником PhD дисертації проф. Кондратенко А. Н. Також розроблено коректну теорію гідродинамічного динамо [2], отримано універсальну систему рівнянь, що описує турбулентно-хвильову нестійкість [3], узагальнено підхід до опису спонтанних та індукованих процесів для частинок і струмів у безперервних середовищах [4], нагрівання іонів в одновимірних моделях Захарова і Силіна модуляційної нестійкості ленгмюрівських хвиль [5], вивчені структурно-фазові перетворення в тонких шарах конвективно нестійкої рідини та газу [6], знайдено новий поріг індукованого випромінювання і показано можливість формування пилкоподібних уявлення про природу ефекту Мессбауера [8], представлений механізм утворення самоподібних структур у модуляційно-нестійких середовищах [9], узагальнено теорію потужного гіротрона з урахуванням наявності плазми в активній зоні [10]. Практично всі цікаві результати багаторічних досліджень представлені вже в третьому тиражі книги «Обрані глави. [Архівовано 8 лютого 2022 у Wayback Machine.] (теоретична фізика)» [Архівовано 8 лютого 2022 у Wayback Machine.] .
Співпрацював із акад. В. М. Яковенко з колегами (ІРЕ, Харків); із проф. Ю. О. Романовим із колегами (ДГУ, Горький); з акад. О. Г. Загороднім (ІТФ, Київ), з проф. С. С. Мойсеєвим з колегами (ІКІ, Москва), з проф. Ст. П. Силіним (ФІАН, Москва), з акад. Я. Б. Файнбергом та його колегами (ХФТІ, Харків), з проф. Л. Письменом (Техніон, Хайфа), проф. До. Шунеман (TUHH, Гамбург). Представлений у складі ради з фізики плазми та плазмової електроніки Національної Академії наук та наукової ради Міністерства освіти України «Вивчення проблем природознавства», нагороджений за підготовку фахівців високої кваліфікації Почесними грамотами президії Національної Академії наук та Міністерства освіти України, член бюро Українського фізичного товариства перших . Член редколегії Вісника Харківського національного університету ім. н. Каразіна: серія «Математичне моделювання. Інформаційні технології. Автоматизовані системи керування».

## Діяльність у сфері економічної теорії
У зв'язку з різким зменшенням фінансування фізики у країнах колишнього СРСР освоїв низку нових спеціальностей. Зокрема, у 1994-1995 роках був запрошений на посаду штатного професора кафедри управління проектами Московського державного будівельного університету. Підготовлений ним у цей час аудіовізуальний курс лекцій з макроекономіки активно використовувався у системі інтенсивного навчання на основі інформаційних технологій у низці ВНЗ м. Москви. З 1995 по 2008 роки за сумісництвом вів заняття з фінансових дисциплін та макроекономіки у Харківському національному політехнічному університеті «ХПІ». Досвід роботи в регіональних економічних та політичних проектах, а також аналітична діяльність дозволили за цей час зібрати матеріал для публікації низки книг з макроекономіки, фінансового менеджменту та питань комерціалізації високих технологій. Серед яких слід зазначити випущену 1997 року спільно з братом С. М. Кукліним широко відому монографію «Парадокси українських реформ» [11]. З середини 90 років також опубліковано в періодичній пресі кілька десятків статей із соціально-економічних проблем.

## Роботи в галузі інформаційних систем
У 2005 році опублікована спільно із проф. Л. Н. Івіним, творцем першої в Україні кафедри сучасного менеджменту, адаптована для широкого кола читачів книга «Інформаційна економіка» [12]. Розроблено курси лекцій у галузі інформаційних систем та штучного інтелекту [13]. Подання знань та операції з них. Навчальний посібник [Архівовано 29 травня 2020 у Wayback Machine.] /В. М. Куклін. -Х.: ХНУ імені В. Н. Каразіна, 2019. 180 с.
Редакційна діяльність: Відредаговано та випущено два з опублікованих трьох випусків колективної монографії – наукові праці НАН України та ХНУ імені В. Н. Каразіна – перший випуск серії «Проблеми теоретичної та математичної фізики» [Архівовано 8 лютого 2022 у Wayback Machine.] [14].

## Літературна діяльність
Цікаві видані в різні роки есе, зібрані в 2008 році до збірки «Про користь роздумів» [15], у 2013—2014 роках до збірки «Розбуджений світ» [16] і в 2016 році до збірки «Камені спотикання» [17] . Опубліковано дослідження експансії культури та науки стародавніх еллінів протягом двох тисячоліть [Архівовано 8 лютого 2022 у Wayback Machine.] [18].

## Публікації
1.Анатолій Миколайович Кондратенко; Володимир Михайлович Куклін (1988). Основи плазмової електроніки. Енергоатоміздат. ISBN 978-5-283-03903-9 . Kondratenko AN, Куклін ВМ/ Plasma electronic principles - М. : Energoatomizdat, 1988. - 320 P.
2. Kirichok AV and Kuklin VM Distributed defects в природних природних структурах. Phys. Scripta. - 1995. - № 52. - Р. 492-497; Встановлено Imperfections of Developed Convective Structures. Physics and Chemistry of the Earth Part A 1999 № 6, p. 533-538.
3. Kirichok AV, Куклін ВМ, Панченко IP, SS Moiseev. Wave-Turbulence Instability in Nonequilibrium Hydrodynamics Systems. / Physics and Chemistry of the Earth Part A 1999, № 6, нар. 539-545, Докл. НАНУ, 1994 № 11, с. 85.
4. Kirichok AV, Kuklin VM Теорія певних нерівневих процесів в Plasma в термінах виснажливих і виснажених радіації // Phys. Scripta, 11/2010; 82(6):065506.
5. Kirichok AV, Kuklin VM, Pryjmak AV, Zagorodny AG Ion heating, burnout of HF field and ion sound generation with development of modulation instability of intensive Langmuir wave in a plasma. Physics of Plasmas, 22, 092118 (2015); AV Kirichok, AG Zagorodnii, VM Kuklin "1d моделі з modulational instability of intense Langmuir oscillations в plasma заснований на Silin's і Zakharov's equations. Physics-Uspekhi (Advances in Physical Sciences), Issue 7, 2016.
6. IV Gushchin, AV Kirichok, ВМ Куклін. Structural-phase transitions and state function in unstable convective medium/ VANT, 2015 N4 — series «Plasma Electronics and New Methods of Acceleration» p. 252-254. http://vant.kipt.kharkov.ua/TABFRAME.html [Архівовано 5 вересня 2018 у Wayback Machine.]
7. AV Kirichok, VM Куклін, AV Mischin, AV Pryjmak, AG Zagorodny. На формуванні pulses coherent radiation в weakly inverted media/ VANT, 2013, N.4 (86). - series "Plasma Electronics and New Methods of Acceleration" issue 8, P.267-271; 2015, N4, pp.255-257. http://vant.kipt.kharkov.ua/TABFRAME.html [Архівовано 5 вересня 2018 у Wayback Machine.] ж On the nature of periodically pulsating radiation sources //arXiv preprint arXiv / 1610.04628v1 [quant-ph] - 2016
8. Kirichok AV, Kuklin VM, Zagorodny AG На emission spectrum of oscillator trapped in potential well. // VANT, 2013, N.4 (86); 2015, P.256-259. http://vant.kipt.kharkov.ua/TABFRAME.html [Архівовано 5 вересня 2018 у Wayback Machine.] ; On the natural of the Mossbauer effect // arXiv preprint arXiv:1701.06223v1 [quant-ph] - 2017.
9. VM Kuklin. Роль absorption and dissipation of energy for formation of special nonlinear structures in non-equilibrium media / Ukr. J. Phys. Reviews 2004, Vol. 1, N 1 P. 49-81. 10. Звіт з гранту PST EV N 978763, NATO Science Programm Cooperative Science & Technology Sub-Programme, 2002; Куклін ВМ, Puzyrkov S. Yu., Schunemann K., Zaginaylov GI / Influence low-density Plasma on Gyrotron Operation. / Ukr. J. Phys. 2006, V. 51 № 4, P. 358-366. http://www.ujp.bitp.kiev.ua/?lang=uk [Архівовано 3 серпня 2017 у Wayback Machine.]
11. Парадокси українських реформ / В. М. Куклін, С. М. Куклін; ХДУ. - Л.: ГраМ, 1997. - 327 с. http://zakoni.com.ua/node/343 [Архівовано 8 лютого 2022 у Wayback Machine.]
12. Інформаційна економіка/Л. Н. Івін, В. М. Куклін. - Х.: Кросроуд, 2005. - 436 с. https://web.archive.org/web/20180201101046/http://www-csd.univer.kharkov.ua/chairs/16#eng
13. Введення у методи програмних рішень / Є. В. Бєлкін, А. В. Гахов, А. М. Горбань, В. М. Куклін. В. М. Лазурік, А. С. Петренко, М. Ю. Сілкін, В. В. Яновський; за ред. проф. В. М. Кукліна. - Х.: ХНУ ім. В. Н. Каразіна, 2011. - 308с. https://web.archive.org/web/20180201101046/http://www-csd.univer.kharkov.ua/chairs/16#eng
14. Проблеми теоретичної фізики. Наукові праці. ред. вип. В. М. Куклін. - Х. : ХНУ імені В. Н. Каразіна, 2014. – Вип. 1. - 532 с; 2017. - Вип. 2. - 376 с. (Сер. «Проблеми теоретичної та математичної фізики»); за заг. ред. А. Г. Загороднього, Н. Ф. Шульги). http://dspace.univer.kharkov.ua/handle/123456789/47/browse?type=author&sort_by=1&order=ASC&rpp=20&etal=3&value=Кукл%D0 %B8н%2C+В. [Архівовано 8 лютого 2022 у Wayback Machine.] М.&offset=20 [Архівовано 8 лютого 2022 у Wayback Machine.]
15. Про користь роздумів. Есе. [Текст]: Зб. есе/В. М. Куклін. - Харків: ХНУ ім. В. Н. Каразіна, 2008, - 216с. http://www-csd.univer.kharkov.ua/content/files/cat16/o_polze_razmishleniy.pdf [Архівовано 18 травня 2017 у Wayback Machine.]
16. Пробуджений світ: Ессе / В. М. Куклін. - Х. : ХНУ імені В. Н. Каразіна, 2013-2014. - 216 с. http://www.univer.kharkov.ua/images/redactor/news/2013-11-01/Kuklin.pdf [Архівовано 8 лютого 2022 у Wayback Machine.]
17. Камені спотикання: Ессе / В. М. Куклін. - Х. : ХНУ імені В. Н. Каразіна, 2017. - 216 с.
18. Слизькі щаблі еволюції: у двох частинах. Частина I. До та після Риму / В.М. Куклін. – Харків: ХНУ імені В.М. Каразіна, 2020. - 282 с. http://dspace.univer.kharkov.ua/handle/123456789/15930 [Архівовано 8 лютого 2022 у Wayback Machine.] (link)